# Siedlung Jedlesee

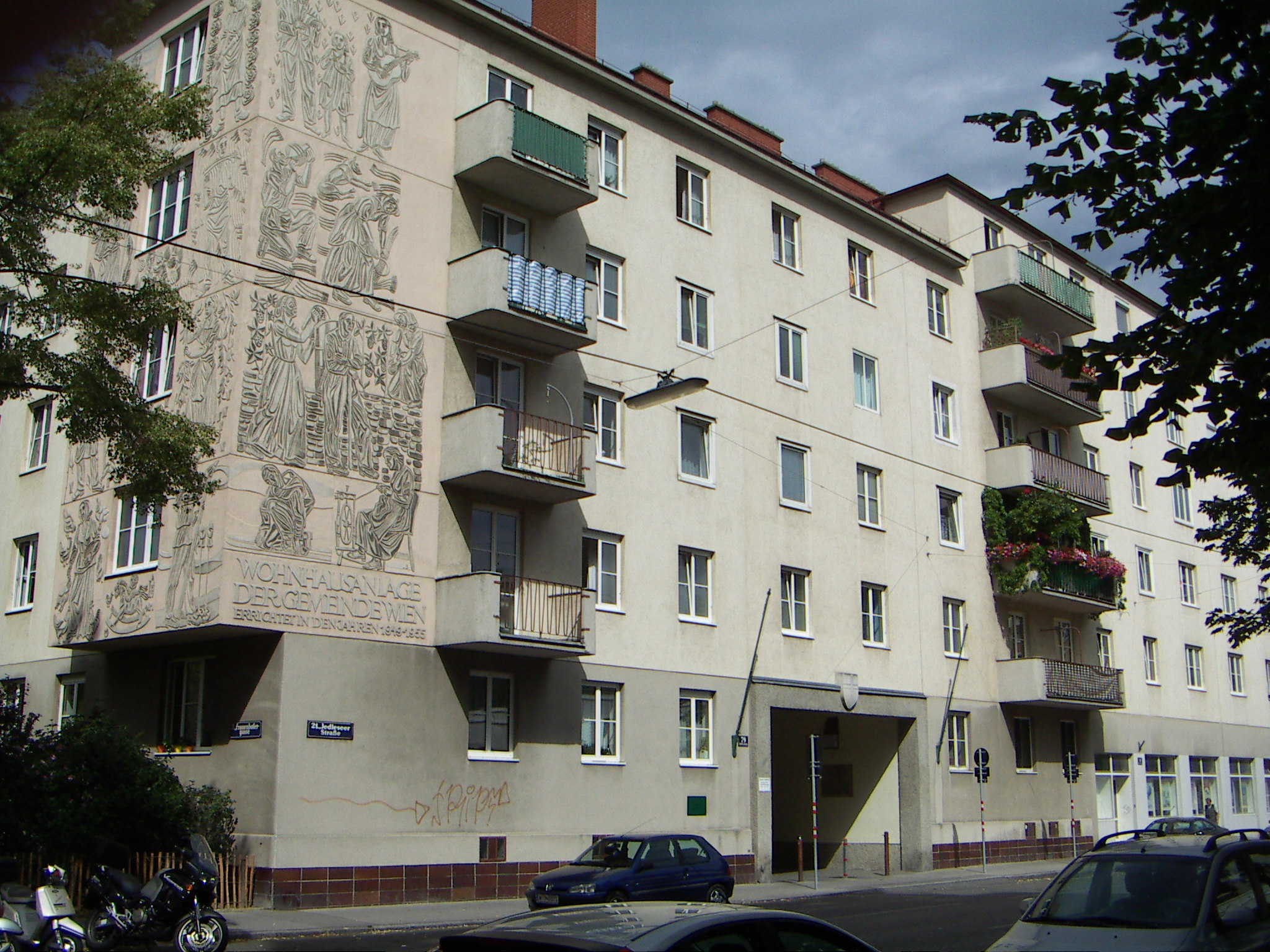
Haupthaus an der Jedleseer Straße

Siedlung Jedlesee ist der inoffizielle Name einer städtischen Wohnhausanlage in Jedlesee im 21. Wiener Gemeindebezirk Floridsdorf an der Jedleseer Straße 79–95. Es handelt sich (ähnlich wie auch die Großfeld- oder Per-Albin-Hansson-Siedlung) um ein Ensemble von Wohnblöcken und nicht um eine Siedlung im Sinn der Siedlerbewegung der Zwischenkriegszeit.
Die Anlage befindet sich südlich der Jedleseer Straße, ist durch Fraunhofer-, Schulz- und Maxwellgasse begrenzt und reicht bis zur Ampére- und Teslagasse. Sie ist 1949–1955 in mehreren Bauabschnitten entstanden.

## Architekten
An der Planung dieser Wohnhausanlage der Gemeinde Wien waren sechs Architekten beteiligt, Hermann Aichinger, Leo Nikolaus Bolldorf, Norbert Mandl, Richard Pfob, Heinrich Schmid, Lois Welzenbacher. Die Errichtung erfolgt von 1949 bis 1955.

## Angewandte Kunst
Über die Ecke des Blocks zur Jedleseer Straße hin erstreckt sich das Sgraffito Die vier Jahreszeiten von Leopold Schmid. 
Es befinden sich bei fast jeder Stiege über oder neben dem Haustor Keramiken, Kacheln, Reliefs, Sgraffiti, Mosaike und Emailarbeiten mit unterschiedlichen (teils tierischen, teils ornamentalen, teils figuralen) Darstellungen.

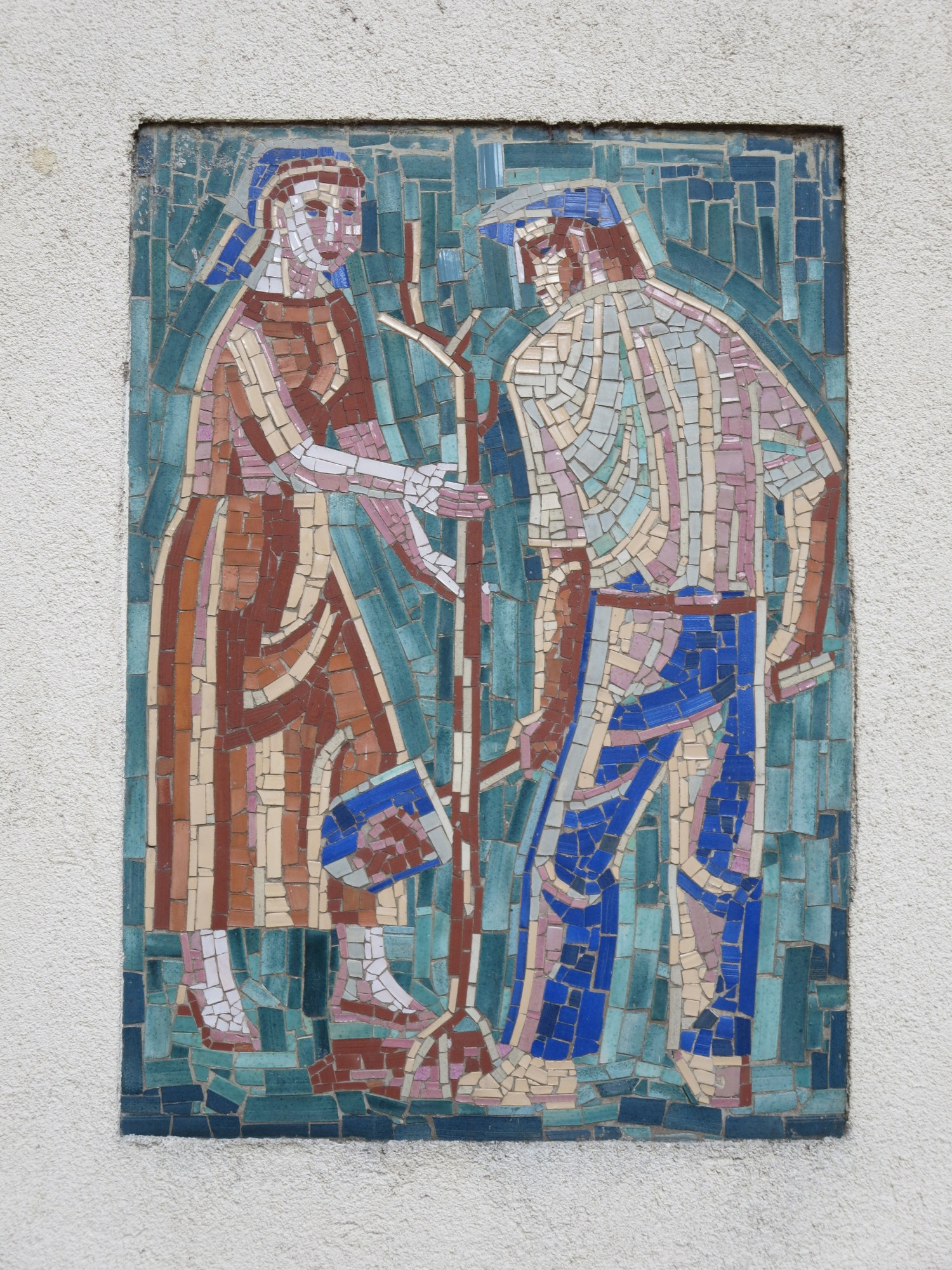
Baumsetzer von Karl Pehatschek bei Stiege 20
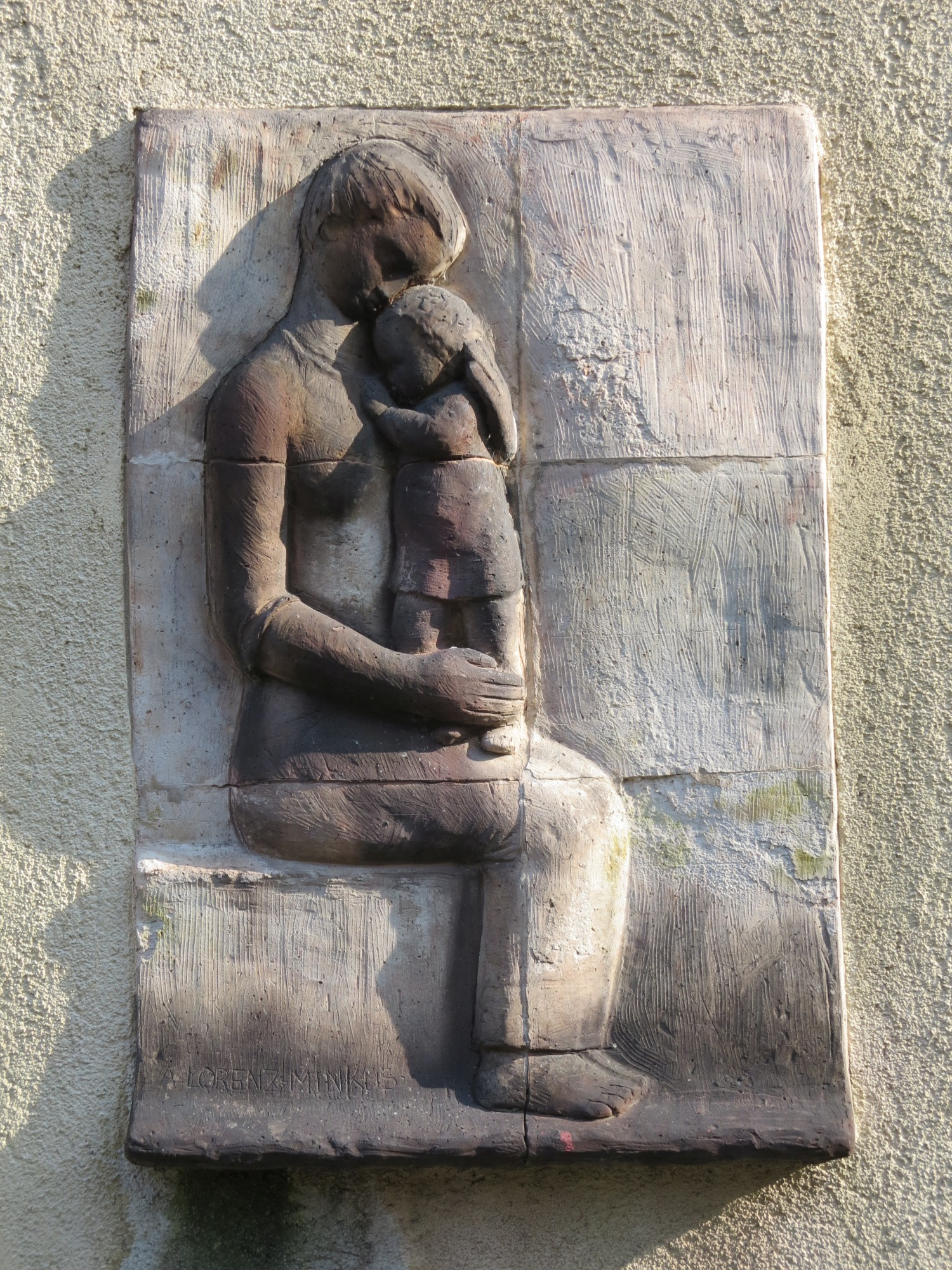
Frau mit Kind von Annelie Minkus bei Stiege 21
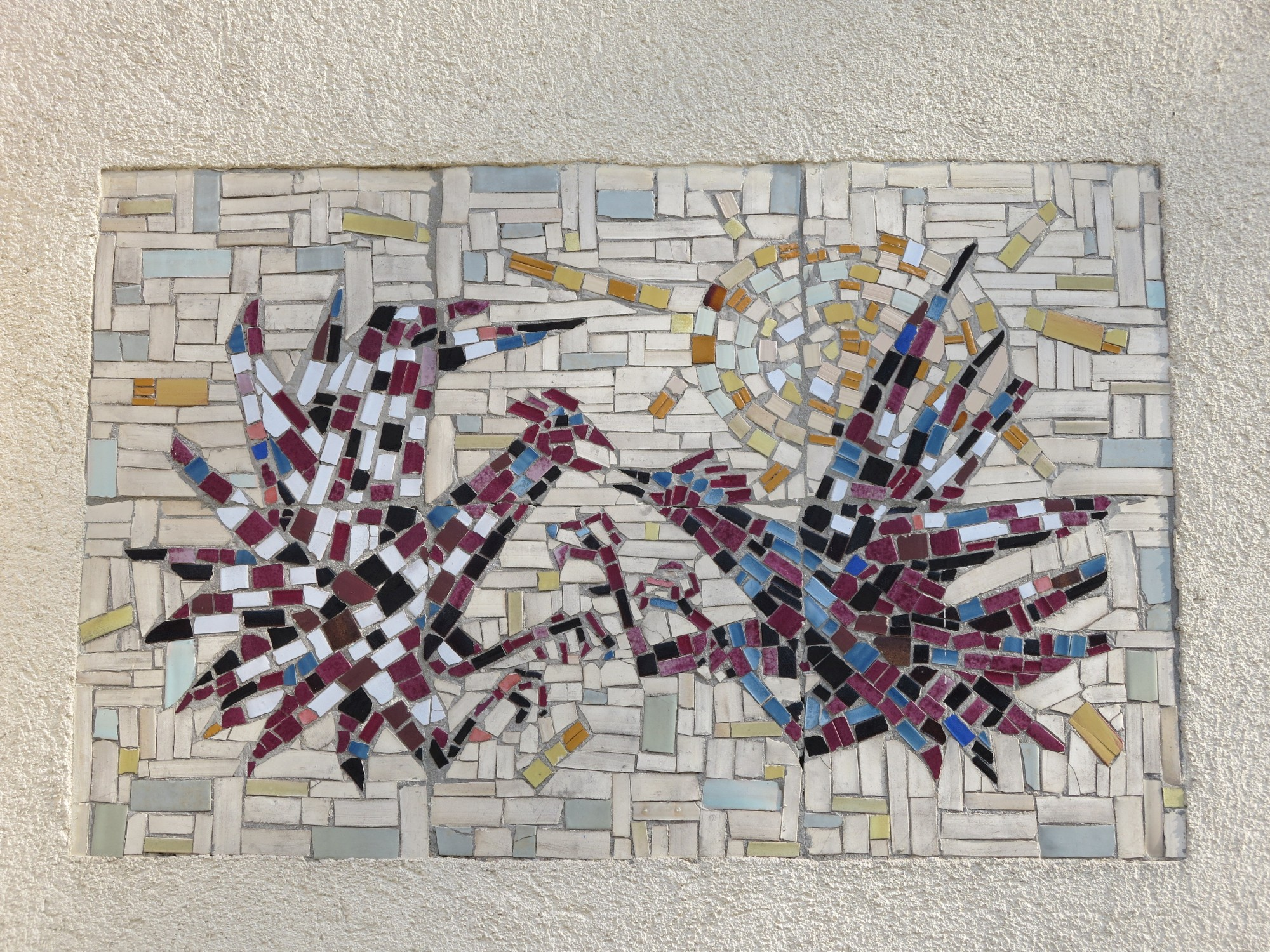
Streithähne von Theobald Schmögner bei Stiege 25
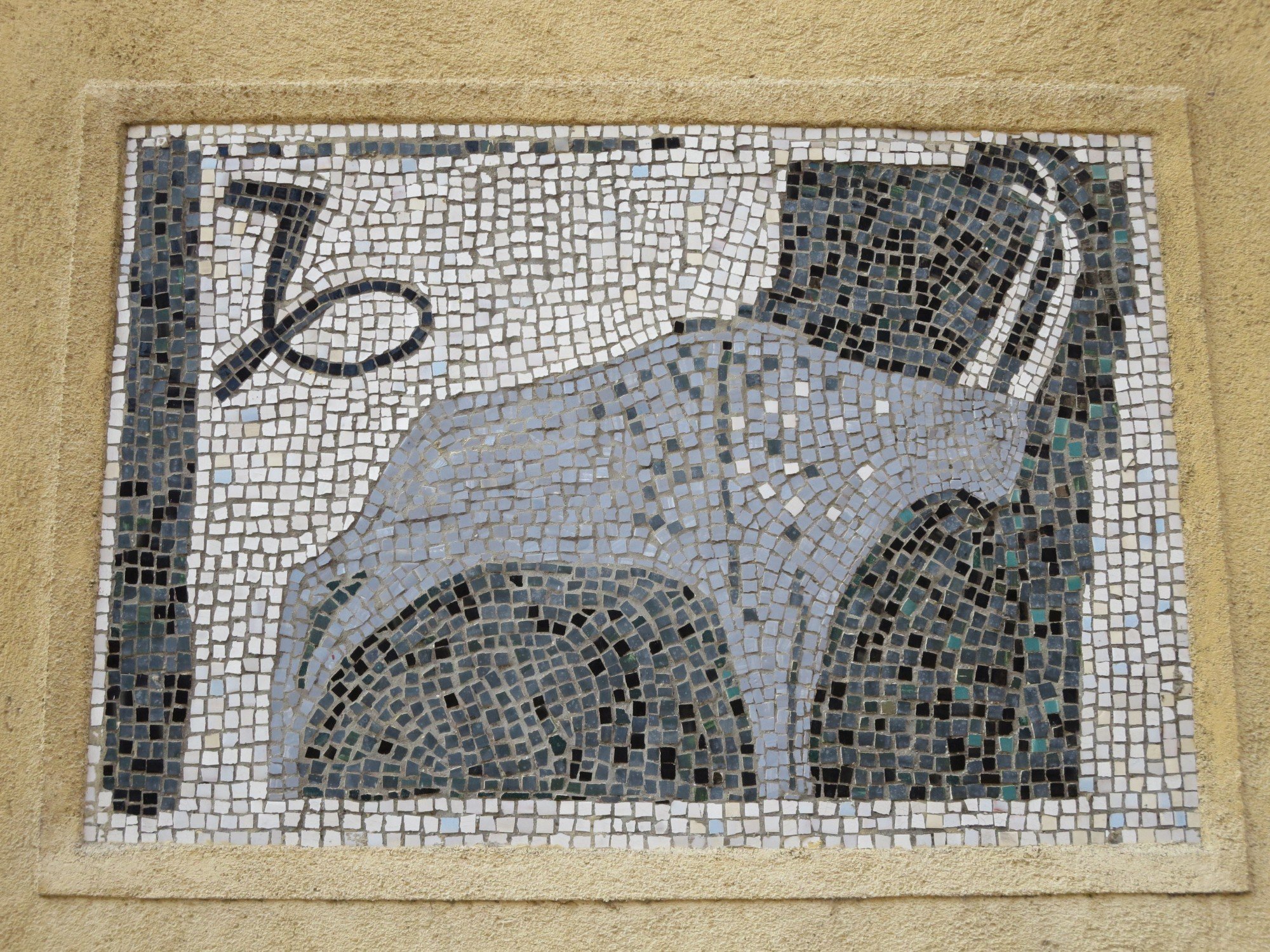
Steinbock von Elisabeth Eisler bei Stiege 28
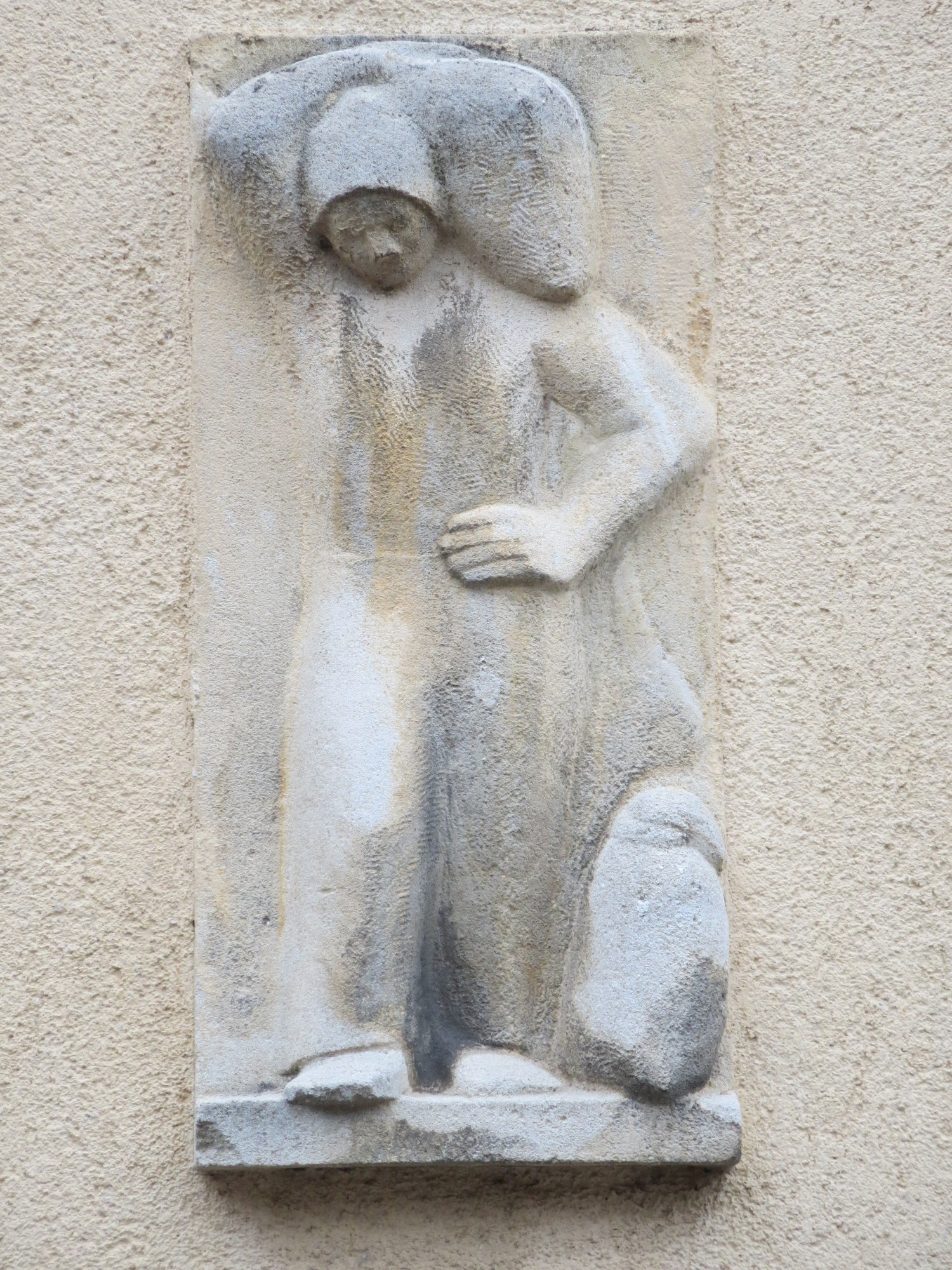
Lastenträger von Ludwig Schmidle bei Stiege 45
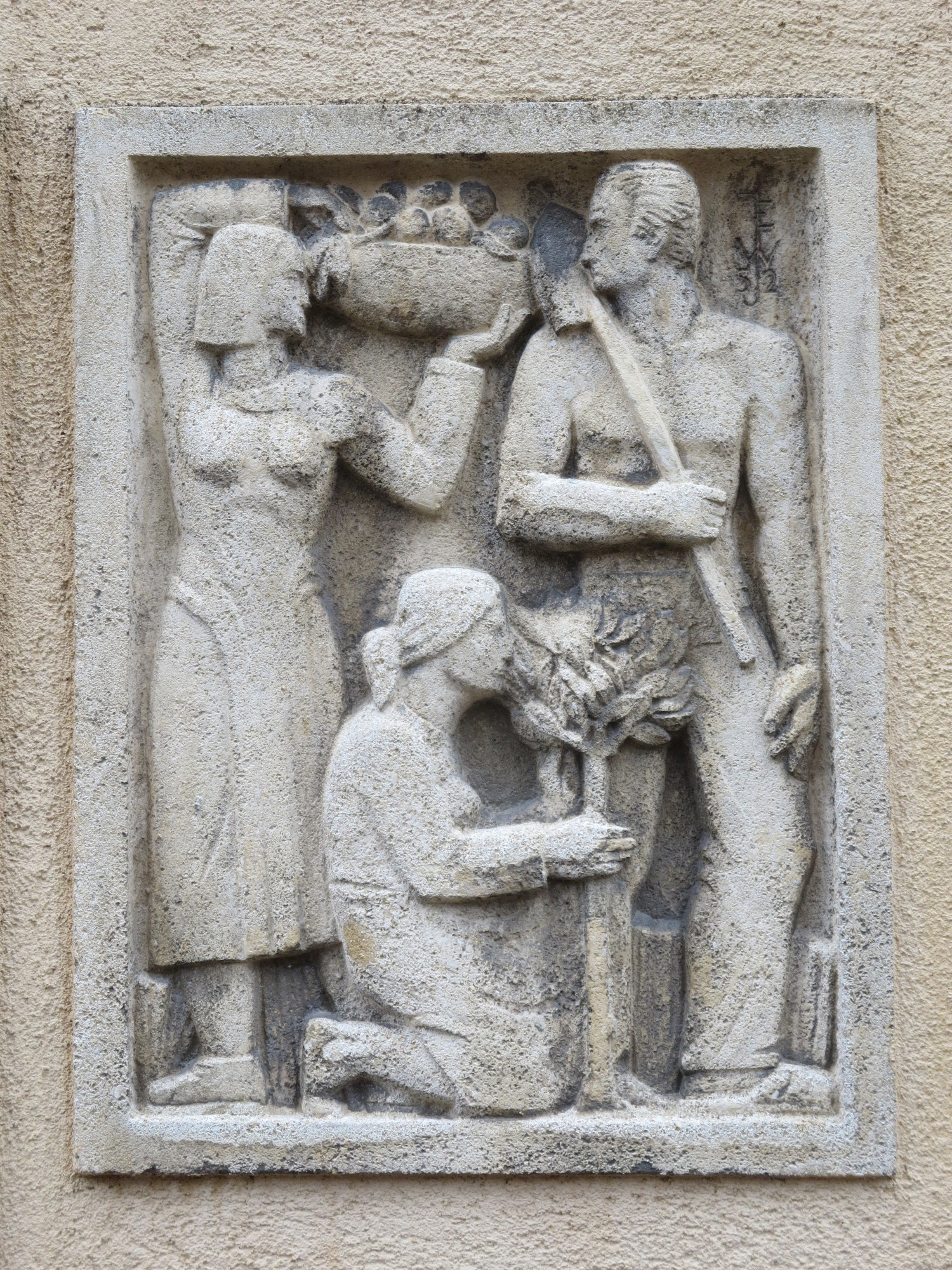
Kleingarten von Ernst Wenzelis bei Stiege 53
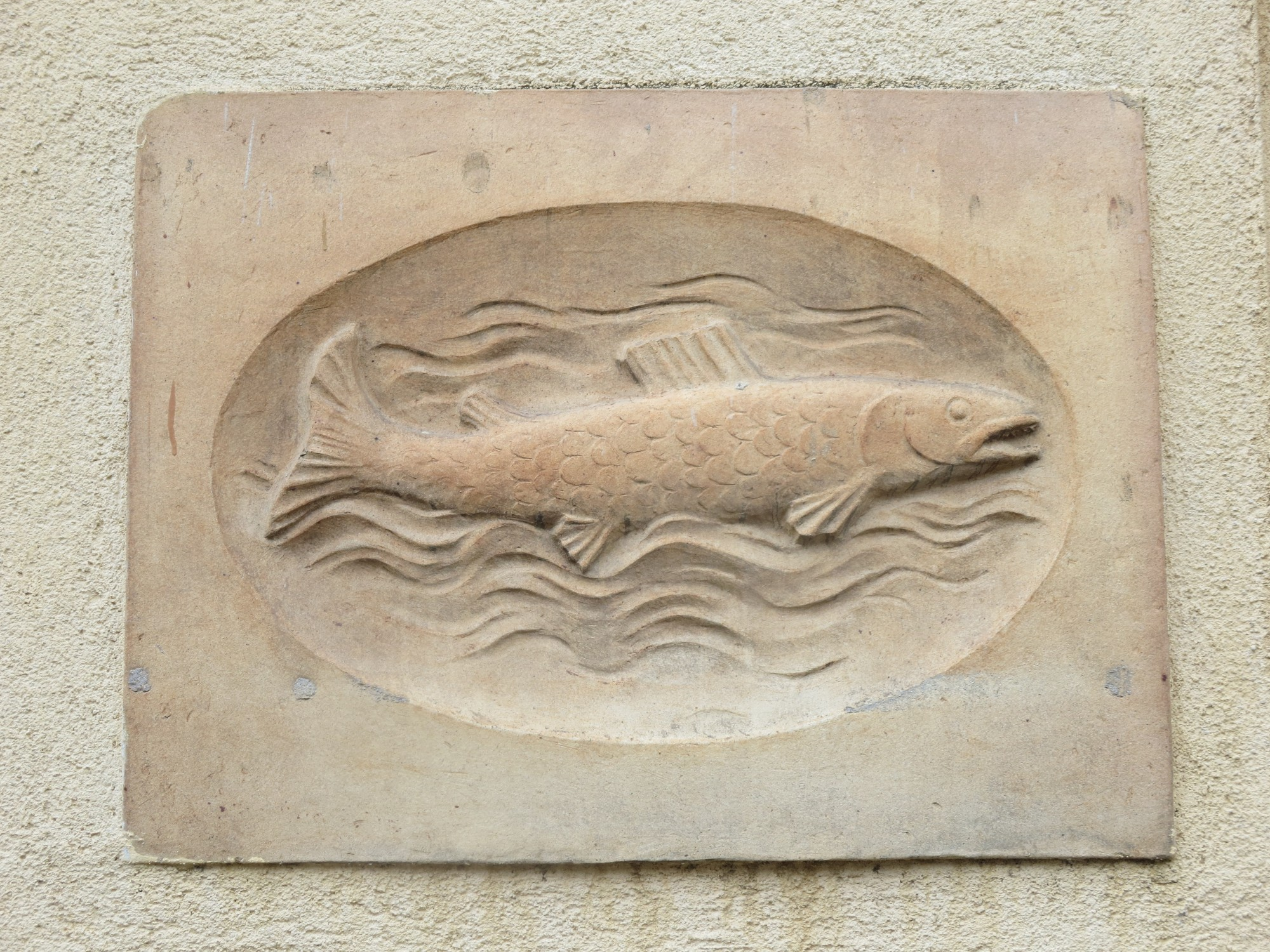
Huchen von Rudolf Fänner bei Stiege 61
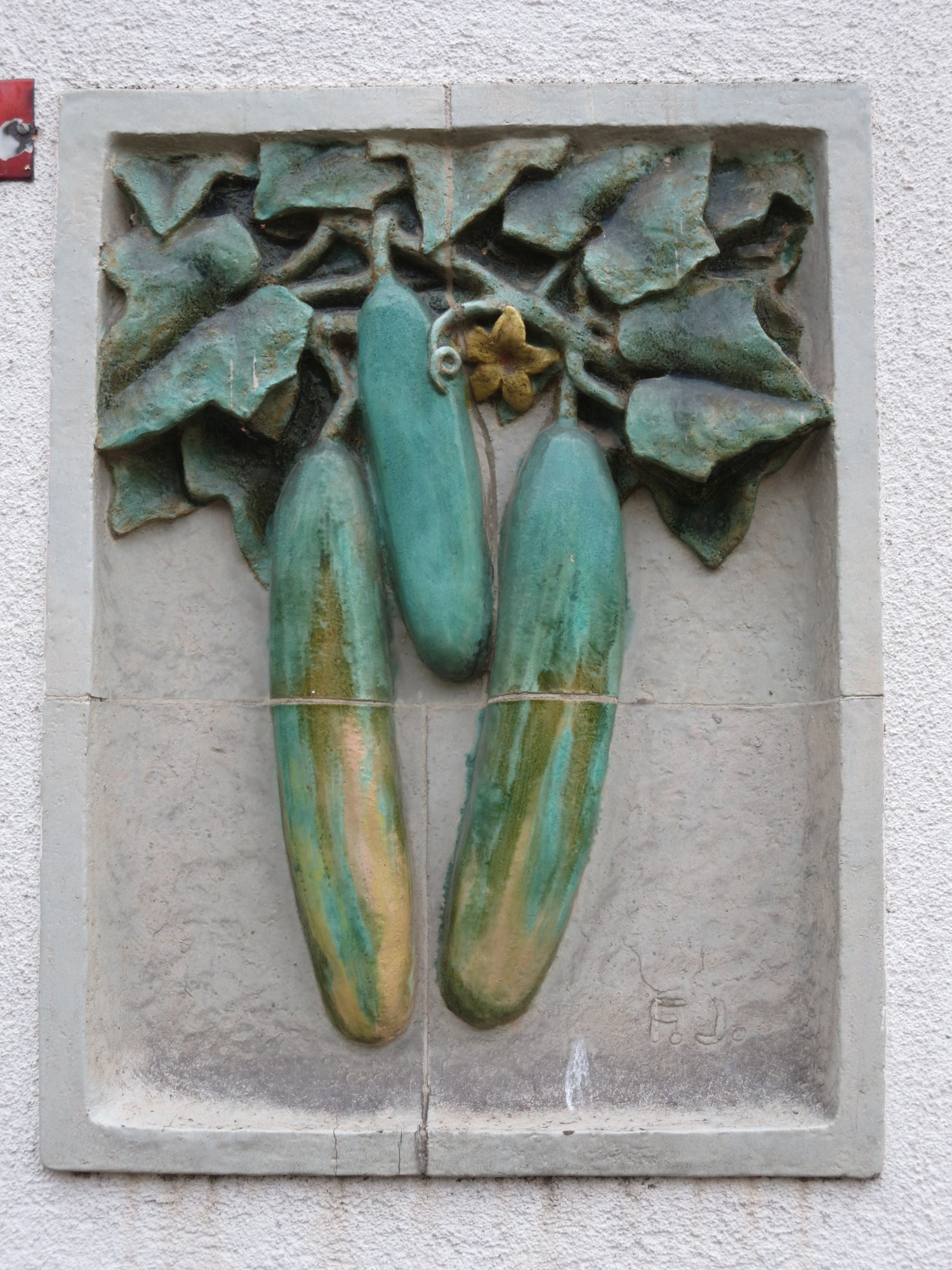
Gurken von Florian Josephu-Drouot bei Stiege 64
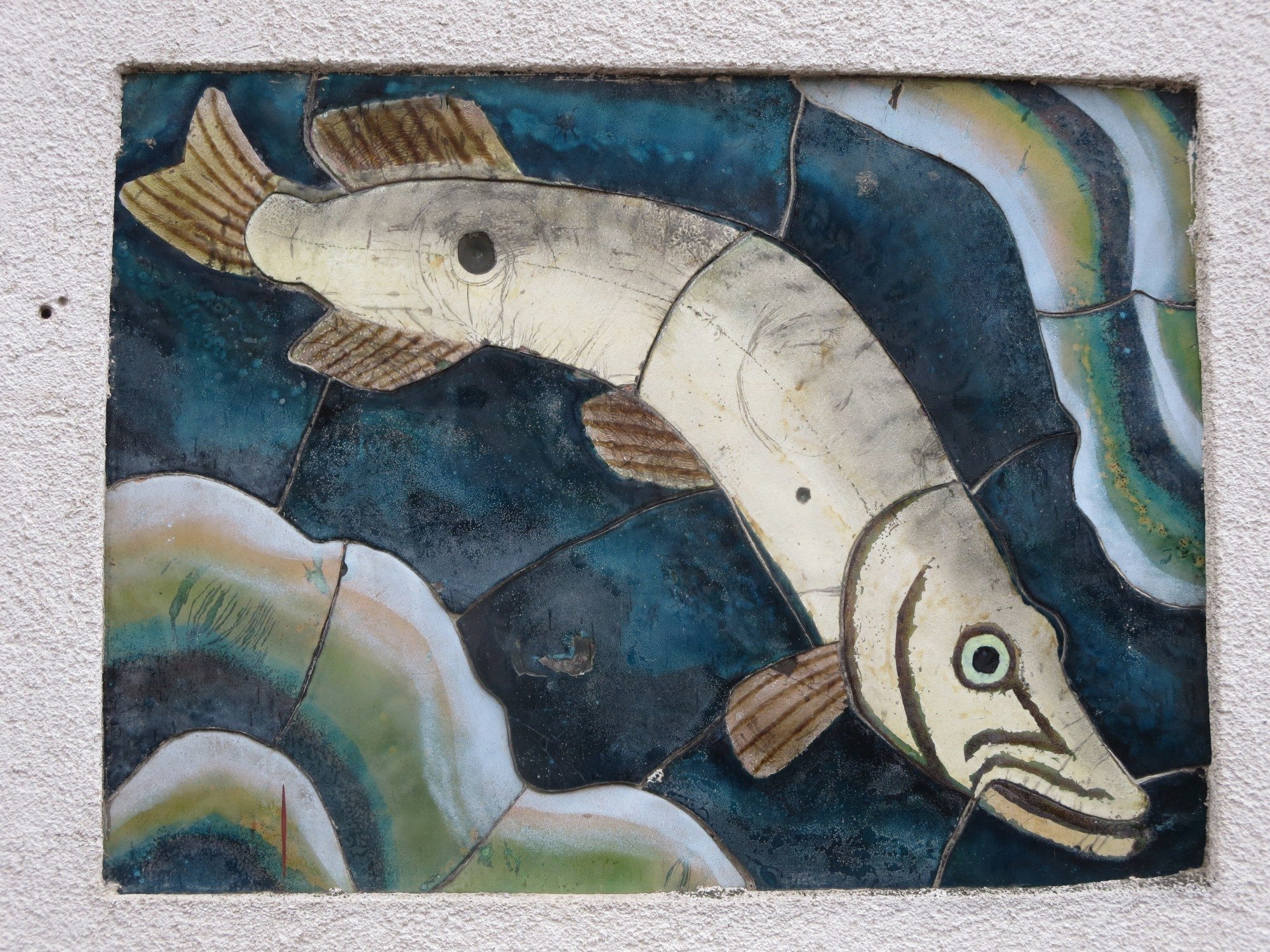
Hecht von Maria Schwamberger-Riemer bei Stiege 71
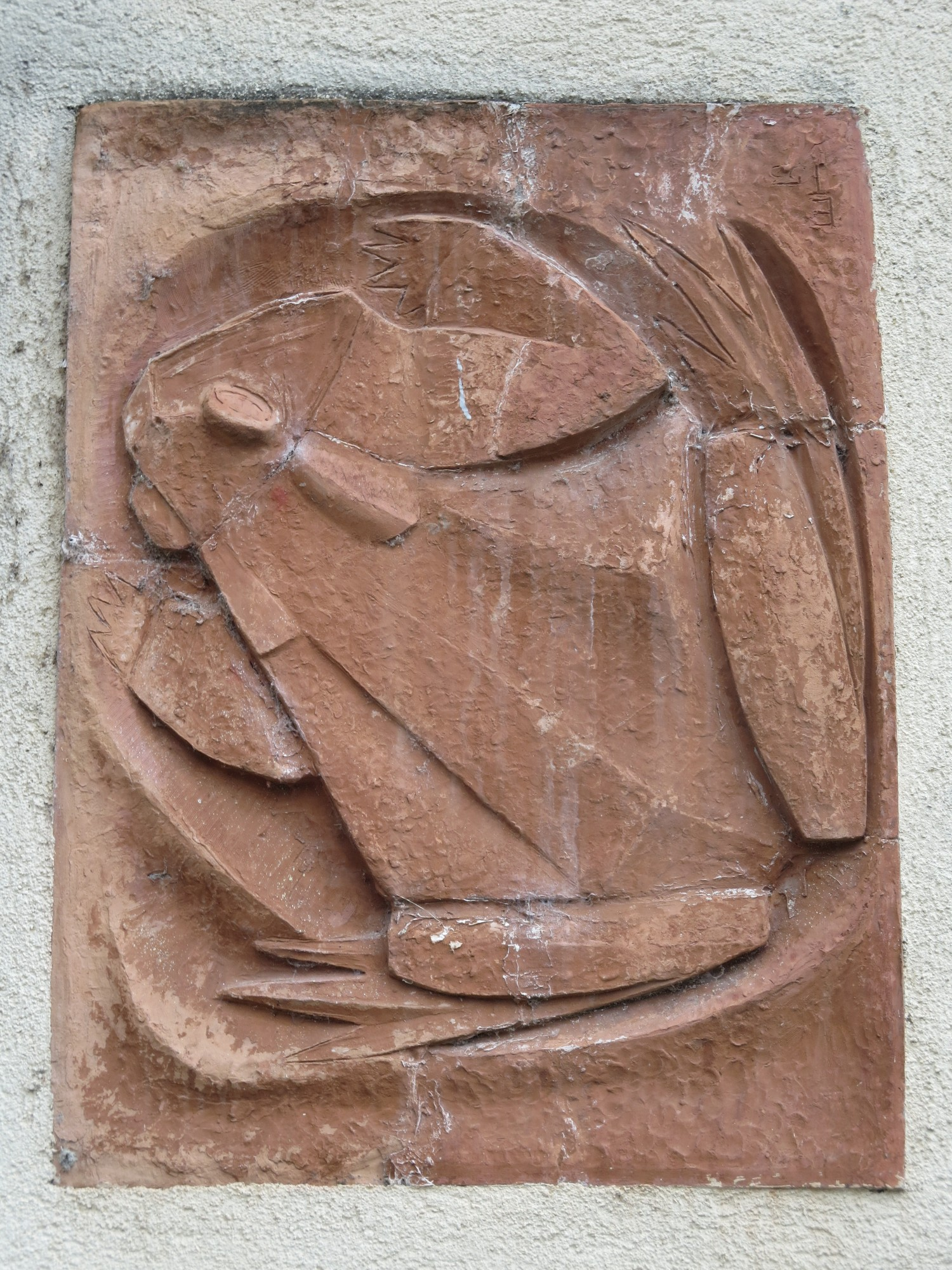
Kröte von Elisabeth Turolt bei Stiege 79